# Unterinntal
Het Unterinntal is een dal in de Oostenrijkse deelstaat Tirol en de Duitse deelstaat Beieren. Het is het deel van het Inntal dat ligt tussen de uitmonding van de Melach in de Inn, enkele kilometers ten westen van Innsbruck stroomafwaarts tot aan enkele kilometers voor Rosenheim. Daarbij moet een onderscheid gemaakt worden tussen het Tiroler Unterinntal (tot aan Kufstein) en het Beierse Unterinntal (vanaf Kiefersfelden). Het Unterinntal is niet gelijk te stellen aan het Tiroler Laagland, maar vormt slechts een deel daarvan.
In tegenstelling tot het Oberinntal is het Unterinntal breed, dichtbevolkt en relatief meer geïndustrialiseerd.

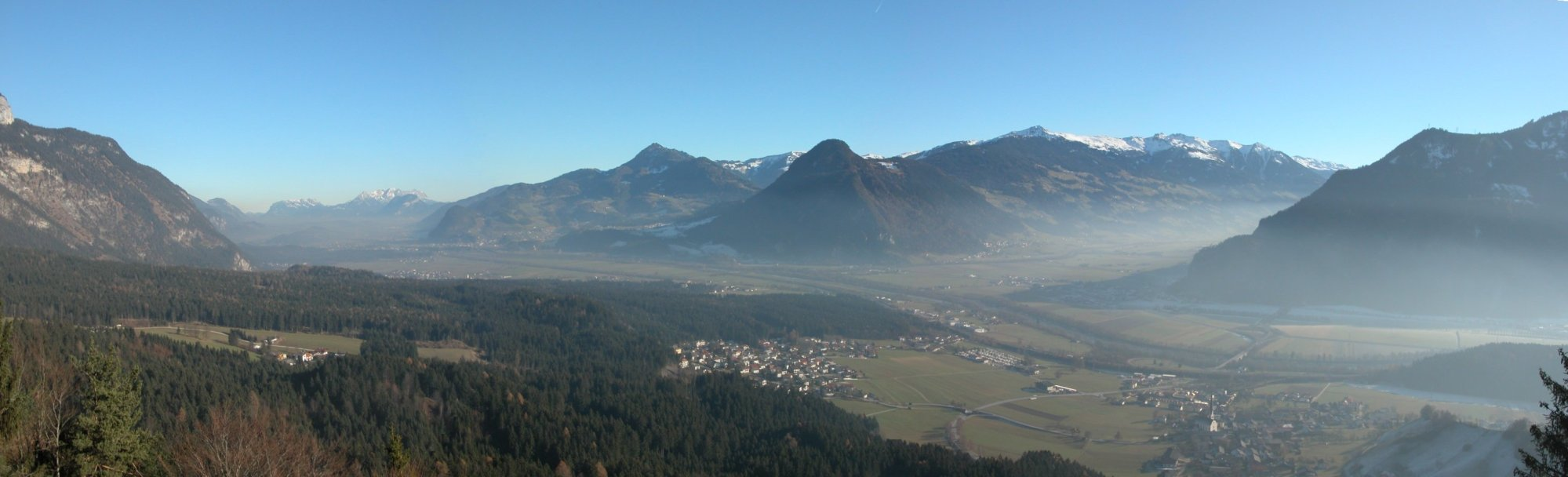
Blik op het Unterinntal. In de rechterhelft van de foto is de ingang van het Zillertal te zien.